# CyanogenMod
CyanogenMod [saɪ.'æn.oʊ.dʒɛn.mɒd] (CM) ist ein eingestelltes Android-Custom-ROM bzw. Betriebssystem für eine Reihe von Smartphone- und Tabletmodellen. Es handelt sich um einen Abkömmling des von Google entwickelten freien Betriebssystems Android, der von der Android-Community erstellt und gepflegt wurde, unter anderem vom namensgebenden Entwickler Cyanogen (Stefanie Kondik, damals noch Steve Kondik). CyanogenMod versprach für die unterstützten Geräte gegenüber den mitgelieferten Firmwares zusätzliche Funktionen und Verbesserungen der Leistung, Sicherheit und Stabilität. Sie war mit mehr als 50 Millionen Nutzern (Stand: August 2015) das beliebteste angepasste bzw. Community-basierte Android-Derivat.
Die Weiterentwicklung wurde Dezember 2016 eingestellt. Direkter Nachfolger ist LineageOS.

## Merkmale
CyanogenMod weist eine Reihe von Unterschieden gegenüber Android auf:
- Privacy Guard: Datenschutzoptionen zum Beschränken von Zugriffsrechten für einzelne Apps (eine ähnliche Funktion brachte Google erst mit Android 6.0 Marshmallow),
- WhisperPush: Ein zu Signal kompatibler Service zum Verschlüsseln von Nachrichten (eingestellt zum 1. Februar 2016)[4],
- Gestensteuerung für den Sperrbildschirm,
- Zusätzliche Optionen zum Anpassen der Oberfläche, z. B. Anordnung der Kacheln in den Schnelleinstellungen,
- ein verbesserter Theme-Manager,
- ein systemweiter Audio-Equalizer,
- Unterstützung weiterer Audio- und Videoformate, u. a. FLAC

CyanogenMod unterstützte eine große Zahl an Smartphones und Tablets. Einige davon wurden selbst dann noch unterstützt und mit neuen Versionen versorgt, wenn es vom Hersteller des Gerätes keine Aktualisierungen mehr gab.

### Kompatibilität zu Android
Es wurde Software-Kompatibilität zu Android angestrebt. Alle Community-Entwickler, die CyanogenMod auf ein neues Gerät portieren wollten, wurden dazu angehalten, die Kompatibilität ihrer Portierungen mittels der Android Compatibility Test Suite zu überprüfen. Portierungen, die die Tests der Compatibility Test Suite bestehen, gelten als kompatibel zu sämtlichen Android-Apps.
Durch Lizenzierungsschwierigkeiten wurde CyanogenMod ohne proprietäre Google-Apps wie Google Play oder Google Maps ausgeliefert. Die Funktionen konnten allerdings teilweise durch freie Alternativen wie F-Droid als App-Store ersetzt werden. Auch bestand die Möglichkeit, Google Apps nachträglich in CyanogenMod zu installieren. Einige Anwendungen von Drittanbietern waren jedoch ohne die proprietären Google-Abhängigkeiten nicht lauffähig, etwa wenn diese auf spezielle Funktionen zurückgreifen, wie Bezahlfunktionen für den Google Playstore.

## Entwicklungsgeschichte
Kurz nach der Einführung des Mobiltelefonmodells HTC Dream im September 2008 wurde eine Methode gefunden, um allumfassenden administrativen Zugriff (Root-Zugriff) auf das Linux-Subsystem von Android zu erlangen. Diese Entwicklung erlaubte zusammen mit der quelloffenen Natur des Betriebssystems Android das beliebige Ändern und Neueinrichten (oder Neuinstallieren) der Firmware des Gerätes. Ein Entwickler mit dem Pseudonym JesusFreke machte sich dies zunutze und entwickelte eine modifizierte Firmware für das HTC Dream. Die erste Version von CyanogenMod, veröffentlicht am 25. Mai 2009 auf dem Forum der XDA-Developers-Gemeinschaft, basierte auf dieser von JesusFreke modifizierten Firmware. Später stellte JesusFreke seine Arbeiten ein und empfahl stattdessen CyanogenMod.
CyanogenMod enthält eine bedeutende Menge eigener Codezeilen des CyanogenMod-Teams. Die Anpassungen des CyanogenMod gegenüber Android wurden hauptsächlich von Stefanie Kondik geschrieben, enthalten jedoch auch Beiträge der XDA-Developers-Gemeinschaft (wie ein verbessertes Anwendungsstarterfeld, Wählvorrichtung und Browser) und anderer Quellen (wie BusyBox in der Shell).
CyanogenMod war das erste Betriebssystem für Mobilgeräte, das mit Version 4.1.6 vorübergehend für die Prozessverwaltung den Brain Fuck Scheduler (BFS) einsetzte  – eine Änderung, die auch in experimentelle Zweige des offiziellen Android-Codebaums übernommen wurde.

### CyanogenMod 6
Kondik veröffentlichte von CyanogenMod eine Reihe von Versionen der Nummern 6.x mit dem Codenamen „Makin’ Bacon“ für das Nexus One. Zu den Merkmalen der Nexus-One-Version gehörten unter anderem ein neuer Kernel, High-Memory-Unterstützung für erweiterten Speicher, Tethering (auch über USB), die Ausführung von Anwendungen von SD-Karte, OpenVPN-Integration, ein sauberes System zum Starten und Herunterfahren, BusyBox, FLAC-Unterstützung, Erweiterungen der Telefon- und Kontaktenanwendung, Optimierungen an Oberfläche und Grafik, neue Live-Hintergrundbilder, 360° auto-orientation und full color trackball notifications.
Stefanie Kondik veröffentlichte CyanogenMod 6 für die HTC-Geräte Nexus One, Dream (T-Mobile G1), Magic, Desire, Evo 4G, Espresso und Hero sowie für das Motorola Droid, welches auf Android 2.2 (Codename „Froyo“) basierte. Eine Release-Candidate-Version von CyanogenMod 6 wurde am 11. Juli 2010 verfügbar; die stabile Version folgte am 28. August 2010.

### CyanogenMod 7
Anfang 2011 wurde die Entwicklung von CyanogenMod in der Version 7 fortgesetzt, die auf Android 2.3.2 (Codename Gingerbread) basierte. Die ersten Release-Candidate-Versionen waren seit dem 16. Februar 2011 verfügbar. Am 11. April 2011 folgte die stabile Version von CyanogenMod 7.0 mit Android 2.3.3. Im selben Jahr, am 10. Oktober 2011, brachten die Entwickler das auf Android 2.3.4 basierende CyanogenMod 7.1 heraus. Die letzte stabile Version dieses Entwicklungszweigs war die Version 7.2, veröffentlicht am 16. Juni 2012. Die neue Version enthielt unter anderem Neuerungen im Bereich der Bildschirmsperre, Ice-Cream-Sandwich-Animationen, Android 2.3.7, diverse Fehlerkorrekturen und unterstützte neuere Android-Geräte.

### CyanogenMod 9
Im Dezember 2011 wurde CyanogenMod 9 vorgestellt, das für verschiedene Geräte eine Portierung von Android 4.0.1 (Ice Cream Sandwich, kurz: ICS) verfügbar machte. Die CyanogenMod-Versionen befanden sich zu der Zeit im Alpha-Stadium. Ein halbes Jahr später, am 26. Juni 2012, wurde kurz vor der Entwicklerkonferenz Google I/O 2012 der Release Candidate 1 (RC1) veröffentlicht. Am 19. Juli 2012 folgte der RC2. Er unterstützte weitere Samsung-Galaxy-Geräte. Die stabile Version des CyanogenMod 9 erschien am 9. August 2012. Laut Ankündigung der Entwickler sollte dies die erste und einzige endgültige Version im 9er-Zweig bleiben. Der Fokus der Entwickler lag auf der anschließenden Version CyanogenMod 10, welche alle Geräte der Version 9 unterstützen sollte. Wenige Wochen danach wurde am 29. August 2012 das Update 9.1.0 veröffentlicht. Es behob jedoch lediglich Programmfehler.

### CyanogenMod 10
Im Juli 2012 kündigten die Entwickler CyanogenMod 10 auf der Basis von Android 4.1 (Jelly Bean) an. Da CM10 keine größeren Änderungen gegenüber dem Vorgänger enthielt, planten die Entwickler Updates für fast alle Geräte, für die auch CM9 erschienen war. Dadurch wurde die weitere Entwicklung von CM9 stark eingeschränkt und später ganz eingestellt. Die ältere Version CM7 sollte weiterhin parallel zu CM10 gepflegt werden. Im August 2012 waren erste Nightly-Versionen verfügbar. Ab dem 11. September 2012 wurden erstmals sogenannte „M-Versionen“ regelmäßig am Monatsanfang zur Verfügung gestellt, beginnend mit CM10 M1. Die erste stabile Version von CyanogenMod 10 erschien am 14. November 2012.

#### CyanogenMod 10.1
Mitte Dezember 2012 begann die Auslieferung von Nightly-Versionen von CyanogenMod 10.1 auf Basis von Android 4.2 (Jelly Bean). Am 24. Juni 2013 wurde die fertige Ausgabe der Reihe 10.1 veröffentlicht. Neu waren unter anderem die Pie Controls. Damit ließen sich die Steuerungstasten im Vollbildmodus ausblenden und bei Bedarf einblenden, wenn der Benutzer über den Rand des Bildschirms streift. Bereits wenige Tage nach dem Erscheinen der ersten stabilen Version wurden mit den Versionen 10.1.1 und 10.1.2 einige Sicherheitslücken geschlossen. Die Entwicklung des Versionszweigs 10.1 wurde durch eine letzte Version 10.1.3 abgeschlossen, die unter anderem um den Privacy Guard ergänzt wurde.

#### CyanogenMod 10.2
Im Zuge der Vorstellung von Android 4.3 wurde bekanntgegeben, dass das CyanogenMod-Team an einer Version 10.2 arbeitet. Erste Nightly-Versionen wurden ab Mitte August 2013 veröffentlicht, zudem stand seit dem 1. November 2013 die erste M-Version für über 70 Modelle zur Verfügung. Am 2. Dezember 2013 wurde die stabile Version von CM 10.2 veröffentlicht. Neu war ein Blacklist-Feature zum Blockieren bestimmter Rufnummern. Am 1. Februar 2014 folgte die fehlerbereinigte Version 10.2.1 mit neuen Sprachunterstützungen, einigen Rückportierungen aus dem CM-11-Zweig und dem Nachrichtenverschlüsselungsdienst WhisperPush.

### CyanogenMod 11
Die Entwicklung von CyanogenMod 11.0 begann Anfang November 2013. Es basiert auf Android 4.4 (KitKat). Eine erste Version für verschiedene Nexus-Geräte wurde am 5. Dezember 2013 veröffentlicht. Später kamen weitere Geräte hinzu; bereits das zweite M-Release erschien für über 65 Modelle.
Neu hinzugekommen war die Möglichkeit, SMS-Nachrichten mittels WhisperPush mit dem Axolotl-Protokoll verschlüsselt an andere CM- oder TextSecure-Nutzer zu versenden. Im Laufe der Zeit wurden unter anderem ein verbesserter Theme-Manager, der aus CM9 und CM10 bekannte Anwendungsstarter Trebuchet in stark überarbeiteter Form, neue Optionen für den Privacy Guard und die FFmpeg-Bibliothek in die elfte Version von CyanogenMod integriert.
Am 25. Juni 2015 wurde offiziell der finale Snapshot des Zweiges „CyanogenMod 11.0“ veröffentlicht. 23 Modelle erhielten dieses letzte CM-11.0-Update. Die CM-Entwickler wandten sich der CM 12.1-Entwicklung zu. Nachdem eine schwere Sicherheitslücke in der Softwarebibliothek „Stagefright“ bekannt geworden war, wurde am 1. September 2015 eine weitere, nicht geplante Version von CM 11.0 veröffentlicht. Auch danach wurden noch Sicherheitsaktualisierungen in den Quellcode von CM 11.0 eingepflegt. Diese wurden jedoch als nicht mehr offiziell unterstütze Nightly-Versionen für bestimmte Geräte veröffentlicht.

### CyanogenMod 12
Mitte November 2014 wurde die auf Android 5.0 (Lollipop) basierende Version CyanogenMod 12 für Ende des Jahres 2014 angekündigt. Erste Nightly-Versionen wurden jedoch erst Anfang Januar 2015 veröffentlicht. Diese hatten Android 5.0.2 als Basis und unterstützten zunächst nur etwa 30 Gerätetypen. Laut den Entwicklern war diese erste Version zu 85 Prozent fertig, aber nicht für den täglichen Gebrauch gedacht. Mit CM12 wurde das Aussehen der Oberfläche an das neue Material Design von Android 5 angepasst.
Für CM12 wurden keine M-Versionen mehr veröffentlicht, stattdessen erschienen in unregelmäßigen Abständen sogenannte Snapshots. Der erste Snapshot mit Bezeichnungen „YNG4NAO09M“, „YNG4NAO09N“ oder „YNG4NAO0A0“ (je nach Gerät) des CM12-Zweiges wurde am 25. Juni 2015 für 22 Modelle veröffentlicht.

#### CyanogenMod 12.1
Im März 2015 wurde bekannt, dass mit der Entwicklung von Cyanogenmod 12.1 basierend auf Android 5.1 begonnen wurde. Der erste Snapshot von CM12.1 erschien am 1. September 2015.

### CyanogenMod 13
Die Version 13 wurde Anfang Oktober 2015 passend zur Veröffentlichung von Android 6.0 (Marshmallow) angekündigt.
Am 24. November 2015 wurden die ersten Nightly Builds für sieben Modelle veröffentlicht.
Das erste stabile CM 13.0-Release "ZNH0E" wurde am 16. März 2016 für circa 28 Modelle veröffentlicht. Der Code basierte auf Android 6.0.1 (r17).

### CyanogenMod 14
Die Version 14.1 wurde Anfang November 2016 für die ersten Geräte zur Verfügung gestellt. Sie basierte auf Android 7.1. Am 8. November 2016 wurden die ersten Nightly Builds für neun Modelle veröffentlicht.

### Ende des Projektes
Im Dezember 2016 gab der kommerzielle Ableger Cyanogen Inc. bekannt, dass die Dienste und Infrastruktur des kommerziellen CyanogenOS abgeschaltet werden. Davon betroffen waren auch Teile der Infrastruktur von CyanogenMod. Die Entwickler von CyanogenMod beschlossen daraufhin, das Projekt unter neuem Namen (LineageOS) fortzuführen. Die Umbenennung sollte ferner der Vermeidung von Markenrechtsstreitigkeiten dienen. Die Namensrechte liegen bei Cyanogen Inc.

## Werkzeuge
Für das Installieren von CyanogenMod auf dem Smartphone oder Tablet musste in der Regel zunächst ein gesondertes „Recovery-Image“ auf dem Gerät aufgespielt werden. Der Recovery-Mode ist ein besonderer Bootmodus, der dem Sichern oder Wiederherstellen des Festspeicherinhaltes des Gerätes, der Reparatur oder eben dem Austausch der Firmware dient. Die CM-Community selbst arbeitete an dem weit verbreiteten ClockworkMod Recovery mit. Daneben gibt es für manche Geräte einen sogenannten CyanogenMod Installer. Hierbei handelte es sich um eine App für Android, die den Installationsprozess stark vereinfachte.
Eine Anwendung namens CyanogenMod Updater (kurz CM Updater) benachrichtigte CyanogenMod-Nutzer über die Verfügbarkeit neuer Aktualisierungen und ermöglichte deren Herunterladen und Einrichten auf dem eigenen Gerät. Sie wurde erstellt und betreut von den xda-developers-Mitgliedern Garok89 (Ross McAusland) und Firefart (Christian Mehlmauer) und basierte auf dem JF-Aktualisierer von Sergi Velez. Das Programm wird mittlerweile nicht mehr gepflegt. Mit CM 10.0 am 13. März 2012 wurde der CM Updater in die CM-Firmware integriert.
Programmfehler in einer stabilen Version (sogenannten Snapshots) und Regressionsfehler in einer Nightly-Version konnten mit dem Bugtracker JIRA an die Entwickler gemeldet werden.

## Lizenzierungskontroverse
Ende September 2009 schickte Googles Rechtsabteilung CyanogenMods Hauptentwickler Stefanie Kondik eine Abmahnung. Dieses Verhalten wurde als eine Kampfansage an die freie Software-Community angesehen, der Google eigentlich nahestand. Unzufrieden mit diesem Vorgang waren unter anderem Googles Android-Entwickler.
Das rechtliche Problem bestand im Einbau proprietärer Anwendungen von Google in die CyanogenMod-Gesamtpakete. Bis Version 4.1.11.1 enthielt der CyanogenMod einige unfreie Anwendungen von Google wie Gmail, Maps, Market, Talk und YouTube sowie einige proprietäre Treiber. Diese Pakete waren in den Verkaufsversionen von Android enthalten, jedoch nicht für die freie Weiterverteilung lizenziert. Nach dem Eingang der Abmahnung gegen die Verbreitung der genannten Anwendungen kam die Entwicklung kurzzeitig zum Erliegen. Die Abmahnung führte zur Auseinandersetzung mit der Frage, wie stark der Betrieb oder die Funktionalität von Android von proprietären Bestandteilen abhängt.
Googles Vorgehen schlug sich in einer umfassenden Berichterstattung in einschlägigen Medien nieder, unter anderem in PC World, The Register, The Inquirer, Ars Technica, The H, ZDNet, Gigaom und eWeek.
Nach einer erläuternden Äußerung von Google zu seiner Position und einer folgenden Verhandlung zwischen Google und Cyanogen wurde eine Lösung für den Fortbestand des CyanogenMod-Projektes erreicht. Die proprietären Bestandteile waren anschließend in CyanogenMod nicht mehr enthalten. Es wurde herausgearbeitet, dass Nutzer ihre bei einem Gerät mitgekauften, lizenzierten Kopien proprietärer Google-Anwendungen ohne Copyright-Verletzung aus der mitgelieferten Firmware eines Gerätes sichern und nachher in eine CyanogenMod-Installation einbinden dürfen. Für diesen Zweck sollte ein Programm in CyanogenMod entwickelt werden, das den Vorgang automatisieren sollte. Anlässlich der Kontroverse beschlossen einige Android-Entwickler, quelloffenen Ersatz für die Google-Anwendungen zu schaffen. Eine weitere Gruppe Entwickler fand sich mit demselben Ziel zur Open Android Alliance zusammen.
Kondik wies darauf hin, dass neben den behobenen Problemen weiterhin potenzielle Lizenzprobleme mit proprietären, unfreien Gerätetreibern bestünden. Später stellte sie klar, dass sie diese Lizenzprobleme für lösbar hielte, indem die entsprechenden Treiber nicht mehr zusammen mit dem Quellcode veröffentlicht würden. Beim Lösen der Lizenzprobleme erhielt sie auch Hilfe von Google-Angestellten.

## Versionen und Versionsgeschichte

### Versionsschema
Ursprünglich gab es vier Veröffentlichungsvarianten von CyanogenMod, die sich hinsichtlich Stabilität und Veröffentlichungsintervall unterschieden: Nightly, M-releases, Release Candidate und Stable. Die M-releases erschienen einmal monatlich und wurden direkt aus einem wenige Tage zurückliegenden „Code-Freeze“ des Nightly-Zweigs erstellt.
Mit dem Erscheinen von CM11 wurden die Varianten Release Candidate und Stable eingestellt. An deren Stelle traten die M-releases, welche anschließend nicht mehr direkt aus dem Nightly-Zweig erstellt wurden. Stattdessen wurden sie in einem separaten Entwicklungszweig geführt, sodass nicht alle Bestandteile des Nightly-Zweigs, vor allem nicht die experimentellen Bestandteile, in den M-releases enthalten waren. Durch Zusammenfassung der Veröffentlichungsvarianten und die regelmäßige monatliche Veröffentlichung der M-releases wurde angestrebt, neue Funktionen und Fehlerbereinigungen schneller an die Nutzer weitergeben zu können, als dies bisher mit den unregelmäßig erschienenen Stable-Versionen möglich war.
Ende 2014 wurde die regelmäßige, monatliche Veröffentlichung neuer M-releases eingestellt. Stattdessen erschienen in unregelmäßigen Abständen sogenannte Snapshots. Die Versionsbezeichnung wurde dabei in ROT13 kodierten Zeichenketten angegeben. Die ersten beiden Buchstaben bezogen sich auf die Versionsnummer. Ein Beispiel: „XN“ entsprach dekodiert „KA“. „KA“ stand für Android KitKat in der ersten Nebenversion („minor version number“). Der Buchstabe A im Alphabet entsprach einer „0“. Der Systematik entsprechend standen die Buchstaben „YN“ dekodiert für „LA“ (Android Lollipop in der ersten Nebenversion). „YO“ bezeichnete Android Lollipop in der zweiten Nebenversion („B“ entsprach einer „1“). Die Bedeutung der restlichen Zeichen war nicht näher angegeben.

### Versionsgeschichte
Der Artikel Liste von Android-Versionen enthält eine detaillierte Auflistung vieler Änderungen am Android-Betriebssystem.

| CM-Haupt- version | Android-Version                  | CM-Unterversionen                                                   | Veröffentlichung      | Anmerkungen / Erwähnenswerte Änderungen |
| --- | -------------------------------- | ------------------------------------------------------------------- | --------------------- | --- |
| 3 | Android 1.5 (Cupcake)            | 3.1, 3.2, 3.3.x, 3.4.x, 3.5.x, 3.6.x, 3.9.x                         | 2009                  | Ab 3.9.3 FLAC Unterstützung |
| 4 | Android 1.5/6 (Cupcake/Donut)    | 4.0.x, 4.1.x, 4.2.x                                                 | 2009                  | Ab Version 4.1.99 ohne proprietäre Software von Google (Gmail, Maps, Market, Talk und YouTube). |
| 5 | Android 2.0 / 2.1 (Eclair)       | 5.0.0, 5.0.1, 5.0.2, 5.0.3.x, 5.0.4.x, 5.0.5.x, 5.0.6, 5.0.7, 5.0.8 | 2010                  | Ab 5.0.8: Der „ADWLauncher“ wird der Standard-Anwendungsstarter (Homescreen). |
| 6 | Android 2.2 (Froyo)              | 6.0.0                                                               | 28.08.2010            | Der Just-in-time-(JIT-)Compiler bringt Geschwindigkeitszuwachs. |
| 6 | Android 2.2 (Froyo)              | 6.1.x                                                               | 06.12.2010            | |
| 7 | Android 2.3 (Gingerbread)        | 7.0.x                                                               | 04.10.2011            | Basiert auf Android 2.3.3, ClockworkMod Recovery 3.0, Update des DSPManagers, Browser: Incognito-Mode, neue Boot-Animation, u.v.m. |
| 7 | Android 2.3 (Gingerbread)        | 7.1.0                                                               | 10.10.2011            | Basiert auf Android 2.3.7. |
| 7 | Android 2.3 (Gingerbread)        | 7.2.0                                                               | 16.06.2012            | über 20 neue Geräte unterstützt (im Vergleich zu 7.1.0), Übersetzungen angepasst, vorhersagende Kontaktsuche, Sperrbildschirm: Updates und neue Styles, ICS-Animationen, Batteriestatus-Icon konfigurierbar, Bluetooth: MAP und GPS-Dongle unterstützt, u.v.m.                                                                                    |
| 9 | Android 4.0 (Ice Cream Sandwich) | 9.0.0                                                               | 09.08.2012            | Basiert auf Android 4.0.4. Sicherheit: Der root-Zugriff wurde standardmäßig deaktiviert. |
| 9 | Android 4.0 (Ice Cream Sandwich) | 9.1.0                                                               | 28.08.2012            | Unterstützt „SimplyTapp“ (NFC-Bezahlfunktion) |
| 10.0 | Android 4.1 (Jelly Bean)         |                                                                     | 13.11.2012            | Basiert auf Android 4.1.2. Einführung des „CM Updater“ (ohne inkrementelle Updates) und „CM File Manager“. |
| 10.1 | Android 4.2 (Jelly Bean)         | 10.1.0                                                              | 24.06.2013            | Basiert auf Android 4.2.2. Quick Settings: Das zu den einzelnen Kacheln der Schnelleinstellungen passende Einstellungsmenü kann durch antippen der Kacheln aufgerufen werden. „cLock“: Neues Widget für den Sperr- und Homebildschirm. Pie Controls: Ausblenden der Steuerungstasten im Vollbildmodus.                                            |
| 10.1 | Android 4.2 (Jelly Bean)         | 10.1.1 / 10.1.2                                                     | Juli 2013             | Diverse Sicherheitslücken (v. a. Masterkey-Lücken) wurden geschlossen. |
| 10.1 | Android 4.2 (Jelly Bean)         | 10.1.3                                                              | 28.09.2013            | Integration der Sicherheitserweiterung SELinux (Funktion aus Android 4.3) sowie des Privacy Guards. |
| 10.2 | Android 4.3 (Jelly Bean)         | 10.2.0                                                              | 02.12.2013            | Basiert auf Android 4.3; Telefon: Blacklist-Feature wurde hinzugefügt. |
| 10.2 | Android 4.3 (Jelly Bean)         | 10.2.1                                                              | 01.02.2014            | WhisperPush zum Verschlüsseln von SMS-Nachrichten an andere CM- oder TextSecure-Nutzer. |
| 11.0 | Android 4.4 (Kit Kat)            | 11.0 M1                                                             | 05.12.2013            | Basiert auf Android 4.4. |
| 11.0 | Android 4.4 (Kit Kat)            | 11.0 M2                                                             | 03.01.2014            | Stabilität stark verbessert; viele neue Geräte werden unterstützt (insgesamt 65 Geräte); WhisperPush |
| 11.0 | Android 4.4 (Kit Kat)            | 11.0 M3                                                             | 10.02.2014            | Der Anwendungsstarter Trebuchet kehrt stark überarbeitet zurück. Verbesserungen am Privacy Guard, sodass die einzelnen Berechtigungen der Apps feiner kontrolliert werden können. |
| 11.0 | Android 4.4 (Kit Kat)            | 11.0 M4                                                             | 07.03.2014            | Unterstützung des Beschleunigungssensors bei manchen Geräten. |
| 11.0 | Android 4.4 (Kit Kat)            | 11.0 M5                                                             | 05.04.2014            | Weitere Verbesserungen am Privacy Guard (neue Optionen), Bildschirmfarbe kann frei gewählt werden. |
| 11.0 | Android 4.4 (Kit Kat)            | 11.0 M6                                                             | 04.05.2014            | Verbesserung an der Theme-Engine, Sicherheitslücke behoben. |
| 11.0 | Android 4.4 (Kit Kat)            | 11.0 M7                                                             | 08.06.2014            | Theme-Geschwindigkeit bei Smartphones mit wenig RAM wurde verbessert, Integration der FFmpeg-Bibliothek |
| 11.0 | Android 4.4 (Kit Kat)            | 11.0 M8                                                             | 08.07.2014            | Basiert auf Android 4.4.4. Neue Funktion zum Verstecken von Apps („Protected Apps“), Behebung einer Sicherheitslücke (Towelroot) |
| 11.0 | Android 4.4 (Kit Kat)            | 11.0 M9                                                             | 03.08.2014            | Theme-Unterstützung ausgeweitet. |
| 11.0 | Android 4.4 (Kit Kat)            | 11.0 M10                                                            | 16.09.2014            | Unterstützung für Smart-Cover- und „Handschuh“-Modi, Unterstützung des ANT+-Standards bei einigen Geräten. |
| 11.0 | Android 4.4 (Kit Kat)            | 11.0 M11                                                            | 08.10.2014            | Verbesserte Unterstützung von langen Kamera-Verschlusszeiten (slow shutter) bei einigen Geräten, Behebung von Sicherheitslücken (z. B. Shellshock). |
| 11.0 | Android 4.4 (Kit Kat)            | 11.0 M12                                                            | 13.11.2014            | Fokus auf Stabilität einiger Geräteklassen, bessere Unterstützung von mehreren SIM-Karten, Behebung von Sicherheitslücken (z. B. Poodle). |
| 11.0 | Android 4.4 (Kit Kat)            | 11.0 XNG3C                                                          | 25.06.2015            | Letzte geplante Version des CM11-Zweiges. |
| 11.0 | Android 4.4 (Kit Kat)            | 11.0 XNG3C Security                                                 | 01.09.2015            | Außerplanmäßige Sicherheitsaktualisierungen für die Softwarebibliothek „Stagefright“. |
| 11.0 | Android 4.4 (Kit Kat)            | 11.0 Nightly-Versionen                                              | zuletzt am 15.08.2016 | Hauptsächlich Sicherheitsaktualisierungen (inklusive „Android Security Patch Level“ vom 1. August 2016), die erst nach der letzten stabilen Version veröffentlicht wurden; unterstützt werden über 20 Geräte wie Google Galaxy Nexus, Google Nexus S, einige HTC-Geräte, einige LG-Smartphones und diverse Samsung-Geräte.                        |
| 12.0 | Android 5.0 (Lollipop)           | 12.0 YNG4N                                                          | 25.06.2015            | Basiert auf Android 5.0.2 Neue Bootanimation, Anpassung an das Material Design von Android Lollipop. Die Version steht für 22 Geräte zur Verfügung. |
| 12.0 | Android 5.0 (Lollipop)           | 12.0 YNG4N Security                                                 | 01.09.2015            | Sicherheitsaktualisierungen für die Softwarebibliothek „Stagefright“. |
| 12.1 | Android 5.1 (Lollipop)           | 12.1 YOG4P                                                          | 01.09.2015            | Basiert auf Android 5.1.1. Behebung der „Stagefright“-Sicherheitslücken in den Nightly-Versionen am 14. Juli 2015. Neu ist ein stromsparender E-Mail-Abruf durch Unterstützung der IMAP IDLE Funktion. |
| 12.1 | Android 5.1 (Lollipop)           | 12.1 YOG4P                                                          | 07.10.2015            | Inklusive „Android Security Patch Level“ vom 1. Oktober 2015, welche „Stagefright 2.0“-Sicherheitslücken schließt. |
| 12.1 | Android 5.1 (Lollipop)           | 12.1 YOG7D                                                          | 17.11.2015            | Inklusive „Android Security Patch Level“ vom 1. November 2015. |
| 12.1 | Android 5.1 (Lollipop)           | 12.1 Nightly-Versionen                                              | zuletzt am 22.08.2016 | Hauptsächlich Sicherheitsaktualisierungen (inklusive „Android Security Patch Level“ vom 1. August 2016), die erst nach der letzten stabilen Version veröffentlicht wurden; unterstützt werden über 50 Geräte wie Google Galaxy Nexus 7, sowie verschiedene Geräte der Hersteller HTC, LG, Motorola, Samsung, Sony und weiterer Hersteller.        |
| 13.0 | Android 6.0 (Marshmallow)        | 13.0 ZNH0E                                                          | 16.03.2016            | Basiert auf Android 6.0.1 (r17). Unterstützt 39 Geräte. Inklusive neuem Berechtigungssystem, dem batterie-sparenden Standby-Modus Doze und weiteren Verbesserungen. Die WhisperPush-Funktion zum Verschlüsseln von SMS-Nachrichten wurde entfernt.                                                                                                |
| 13.0 | Android 6.0 (Marshmallow)        | 13.0 ZNH5Y                                                          | 15.08.2016            | Basiert auf Android 6.0.1 (r61). Unterstützt 59 Geräte. Wi-Fi Tethering: Automatisches Abschalten eines Hotspots nach x Minuten Inaktivität, der „Lockscreen Wallpaper picker“ ist wieder integriert und diverse weiteren Verbesserungen und Features. Sicherheitsaktualisierungen (inklusive „Android Security Patch Level“ vom 1. August 2016). |
| 13.0 | Android 6.0 (Marshmallow)        | 13.0 ZNH5Y                                                          | 20.12.2016            | Basiert auf Android 6.0.1 (r72). Unterstützt über 50 Geräte. Sicherheitsaktualisierungen (inklusive „Android Security Patch Level“ vom 1. Dezember 2016). |
| 14.1 | Android 7.1 (Nougat)             | Nightly                                                             | 08.11.2016            | |
| Legende:Ältere Version; nicht mehr unterstütztÄltere Version; noch unterstütztAktuelle VersionAktuelle VorabversionZukünftige Version |                                  |                                                                     |                       | |